# نهائي كأس خادم الحرمين الشريفين 2020
نهائي كأس خادم الحرمين الشريفين 2020 هي المباراة النهائية من بطولة كأس خادم الحرمين الشريفين 2019–20، من البطولة الخامسة والأربعين من مسابقة كأس خادم الحرمين الشريفين التي ينظمها الاتحاد السعودي لكرة القدم، والنهائي الثالث عشر منذ عودة مسابقة كأس خادم الحرمين الشريفين عام 2008 ميلادية، أُقيمت المباراة النهائية في 28 نوفمبر 2020 ما بين نادي الهلال ونادي النصر من الرياض. بقيادة الحكم البولندي الدولي سيمون مارتشينياك لإدارة المباراة النهائية على ملعب الملك فهد الدولي في الرياض، ورعاية خادم الحمرمين الشريفين الملك سلمان بن عبد العزيز آل سعود وحضر نيابة عنه صاحب السمو الملكي الأمير فيصل بن بندر بن عبدالعزيز أمير منطقة الرياض، عقب المباراة التي انتهت بفوز فريق الهلال على فريق النصر بنتيجة هدفين مقابل هدف، سجل هدفي الهلال كل من الكوري الجنوبي جانغ هيون سو في الدقيقة 10، والفرنسي بافتيمبي غوميز من ضربة جزاء في الدقيقة 41، بينما سجل للنصر أيمن يحيى سالم في الدقيقة 71 من الشوط الثاني، توّج سمو أمير منطقة الرياض رئيس نادي الهلال فهد بن نافل وكابتن الفريق سلمان الفرج ومدرب الفريق بالنيابة عن لاعبي الفريق وأعضاء الجهازين الفني والإداري بالنادي الميداليات الذهبية ومكافأة المركز الأول. وصعد حارس النصر وليد عبدالله، للمنصة الشرفية لاستلام الميدالية الفضية مكان حمدالله، هذا الأخير الذي كان من المفترض أن يتسلمها بصفته قائدا لفريقه في نهائي الكأس وكانت وزارة الرياضة السعودية، قد فرضت بروتكولا صارما في مراسم التتويج، يقتصر على صعود قائد الفريق ومدرب الفريق ورئيس النادي للمنصة، مع الالتزام بلبس الكمامة وتعقيم اليدين قبل الصعود.
يعتبر ابرز غياب شهده هذا الحدث تلقى الجهاز الفني لنادي الهلال السعودي بقيادة الروماني رازفان لوشيسكو، نبأً بإصابة حارس المرمى الأساسي عبد الله المعيوف بتمزق في عضلة الساق يوم 06 نوفمبر 2020 خلال مباراة فريق أمام الاتفاق في الجولة الرابعة وتأكيد غيابه عن النهائي المرتقب، ويغيب على إثرها عن الملاعب لمدة تتراوح بين ثلاثة إلى ستة أسابيع، تتحدد بحسب درجة استجابته للعلاج والانضباط وفي الجلسات العلاجية والتأهيلية وشارك الحراس حبيب الوطيان بدلًا عنه إلا أنه قدم أداءً رائعًا أشاد به الجميع.

## الخلفية
حددت لجنة المسابقات بالاتحاد السعودي لكرة القدم يوم 28 نوفمبر 2020 موعداً مبدئياً للمباراة النهائية على كأس خادم الحرمين الشريفين حيث وصل كل من أندية الهلال، أبها، النصر، الأهلي في نصف نهائي البطولة، والتي توقفت منذ مارس 2020، ومن المقرر أن تستكمل المسابقة يوم الثلاثاء وتقرر تأجيل مباراتي الفريقين المتأهلين إلى نهائي المسابقة في الجولة السادسة من دوري كأس محمد بن سلمان للمحترفين إلى 02 ديسمبر 2020، 
يسعى نادي الهلال إلى إحراز اللقب التاسع في المسابقة، بينما يتطلع نادي النصر إلى التتويج بالكأس للمرة السابعة في تاريخه،
الغريب في النسخة الحالية من الكأس أنها انطلقت في 3 نوفمبر 2019، وستختتم يوم 28 نوفمبر 2020، أي أنها أقيمت على مدار أكثر من عام، وذلك بعد التوقف الكروي الذي حصل في الأشهر الماضية، بسبب جائحة فيروس كورونا وصل نادي الهلال إلى المباراة النهائية، بعد تغلبه على عرعر في دور 64، ثم على الجبلين في دور 32، ليبلغ دور 16 حيث فاز بصعوبة على الفيصلي بركلات الترجيح بعد تعادلهما في الوقتين الأصلي والإضافي واصطدم الهلال بنادي الاتفاق في ربع النهائي، ليتغلب عليه بصعوبة بالغة، ويلتقي مع نادي أبها في المربع الذهبي، حيث فاز بهدفين نظيفين وانتقل إلى المباراة النهائية،
أما النصر فقد فاز في دور 64 على عفيف، ثم في دور 32 على البكيرية، ليصطدم بضمك في دور 16 ويتغلب عليه وفي ربع النهائي تخطى النصر عقبة العدالة بهدف دون رد، ليضرب موعداً نارياً مع الأهلي في نصف النهائي ويفوز عليه بصعوبة ويواجد نادي الهلال في النهائي.
أعلن الاتحاد السعودي لكرة القدم منح الضوء الأخضر للمشاركة كافة أعضاء فريقي الهلال والنصر، في المواجهة المرتقبة على نهائي كأس خادم الحرمين الشريفين بعد ظهور نتائج المسحة الطبية الخاصة بفايروس كورونا، حسب البروتوكول الذي وضعته وزارة الصحة السعودية بسبب حائجة كورونا.

## عن الفريقين
| الفريق | نهائيات سابقة (الخط العريض يشير لسنة الفوز)                                            |
| ------ | -------------------------------------------------------------------------------------- |
| الهلال | 8 (1962، 1964، 1969، 1977، 1980، 1981، 1982، 1984، 1985، 1987، 1989، 2010، 2015، 2017) |
| النصر  | 6 (1967، 1971، 1973، 1974، 1976، 1981، 1986، 1987، 1989، 1990، 2012، 2015، 2016)       |

## الطريق إلى النهائي
ملاحظة: في جميع النتائج أدناه، نتيجة الفريق الواصل إلى النهائي هي الأولى.
| الهلال  | الهلال                   | الجولة                    | النصر    | النصر   |
| ------- | ------------------------ | ------------------------- | -------- | ------- |
| المنافس | النتيجة                  | كأس خادم الحرمين الشريفين | المنافس  | النتيجة |
| عرعر    | 3–1                      | دور 64                    | عفيف     | 5–1     |
| الجبلين | 4–2                      | دور 32                    | البكيرية | 4–1     |
| الفيصلي | 2–2 (فاز بركلات الترجيح) | دور 16                    | ضمك      | 4–2     |
| الاتفاق | 2–1 (ب.و.إ.)             | ربع النهائي               | العدالة  | 1–0     |
| أبها    | 2–0                      | نصف النهائي               | الأهلي   | 2–1     |

## تفاصيل المباراة
| الهلال                         | 2–1 | النصر      |
| ------------------------------ | --- | ---------- |
| - جانغ 10' - غوميز 42' (ركلة.) |     | - 71' يحيى |

| الهلال | النصر |

| GK             | 31 | حبيب الوطيان       | 90+5' |     |
| RB             | 2  | محمد البريك        |       | 89' |
| CB             | 5  | علي البليهي        |       |     |
| CB             | 20 | جانغ هيون سو       |       |     |
| LB             | 12 | ياسر الشهراني      |       |     |
| DM             | 6  | غوستافو كيولار     | 33'   |     |
| DM             | 7  | سلمان الفرج (c)    |       |     |
| RW             | 19 | أندريه كاريو       |       | 79' |
| AM             | 9  | سيباستيان جيوفينكو |       | 71' |
| LW             | 29 | سالم الدوسري       |       |     |
| CF             | 18 | بافيتيمبي غوميز    |       |     |
| قائمة البدلاء: |    |                    |       |     |
| GK             | 33 | عبد الله الجدعاني  |       |     |
| DF             | 23 | مد الله العليان    |       | 89' |
| DF             | 70 | محمد جحفلي         |       |     |
| MF             | 8  | عبد الله عطيف      |       |     |
| MF             | 27 | هتان باهبري        |       |     |
| MF             | 28 | محمد كنو           |       | 79' |
| FW             | 10 | لوسيانو فييتو      |       | 71' |
| FW             | 11 | صالح خالد الشهري   |       |     |
| FW             | 77 | عمر خربين          |       |     |
| المدرب:        |    |                    |       |     |
| رازفان لوشيسكو |    |                    |       |     |

| GK             | 1  | براد جونز                       |     |     |
| RB             | 2  | سلطان الغنام                    | 4'  | 46' |
| CB             | 3  | عبد الله مادو                   |     |     |
| CB             | 18 | مايكون بيريرا روكي              |     |     |
| LB             | 28 | كيم جين سو                      |     |     |
| DM             | 6  | بيتروس ماتيوس دوس سانتوس أراوخو |     |     |
| DM             | 8  | عبد المجيد الصليهم              | 54' | 46' |
| RW             | 10 | غونزالو نيكولاس مارتينيز        |     | 65' |
| AM             | 19 | علي الحسن                       |     |     |
| LW             | 11 | نور الدين أمرابط                |     | 79' |
| CF             | 9  | عبد الرزاق حمد الله (c)         |     |     |
| قائمة البدلاء: |    |                                 |     |     |
| GK             | 33 | وليد عبد الله                   |     |     |
| DF             | 5  | عبد الإله العمري                |     |     |
| DF             | 13 | عبد الرحمن العبيد               |     |     |
| DF             | 78 | علي لاجامي                      |     | 46' |
| MF             | 17 | عبد الله الخيبري                |     |     |
| MF             | 23 | أيمن يحيى                       | 83' | 46' |
| MF             | 24 | خالد الغنام                     |     | 65' |
| MF             | 39 | عبد الرحمن الدوسري              |     |     |
| FW             | 70 | رائد الغامدي                    |     | 79' |
| المدرب:        |    |                                 |     |     |
| روي فيتوريا    |    |                                 |     |     |